# MicroKORG
microKORG — аналого-моделирующий синтезатор, разработанный компанией Korg в 2002 году. На сегодняшний день является одним из наиболее популярных синтезаторов по числу продаж. 

## microKorg S
В 2016 году компания Korg представила усовершенствованную версию синтезатора microKorg S. Обновлённая модель сохранила все функциональные возможности своего предшественника, но при этом получила новый дизайн с белой лицевой панелью и больший объём ПЗУ для хранения 256 программ, организованных в четыре банка. Первый банк содержал 64 абсолютно новые программы, остальные два — 128 программ оригинального синтезатора microKorg, и еще один предназначен для хранения 64 пользовательских программ. Для моментального включения нужной программы разработчиками была добавлена функция «Favorite Select». Ещё одним важным отличием стало наличие у обновленный модели встроенной акустической системы формата 2.1.